# Almirante Juan de Borbón (F-102)
Фрегат «Альміранте Хуан де Борбон» (ісп. Almirante Juan de Borbón (F-102)) — другий в серії з п'яти кораблів типу «Альваро де Басан» (або F-100) ВМС Іспанії. Кораблі даного класу призначені для дій у складі пошуково-ударної групи на чолі з авіаносцем (група «Alpha») в районі Гібралтару. Головним є «Альваро де Басан», який був введений в експлуатацію 19 вересня 2002 року.

## Назва
Фрегат «Альміранте Хуан де Борбон» отримав назву на честь його Королівської Високості Інфанта дона Хуана Карлоса Тереса Сильвестра Альфонсо де Бурбона і Баттенберга, графа Барселонського, в честь батька тодішнього короля Хуана Карлоса I.

## Будівництво
Фрегат «Альміранте Хуан де Борбон» був побудований на корабельні Izar (Ізар), яка з 1 січня 2005 була перейменована в Navantia у Ферролі, відповідно до контракту від 31 січня 1997 року. Закладено в жовтні 2001 року. Спущений на воду 28 лютого 2002 року. 4 квітня 2003 року приступив до ходових випробувань. Введений в експлуатацію 3 грудня 2003 року. Порт приписки Ферроль.

## Бойова служба
8 вересня 2006 року залишив військово-морську базу Рота для супроводу іспанських військ до Лівану. 12 листопада повернувся на базу в Рота з Лівану.
У січні 2008 року попрямував в Кадіс, але був змушений повернутися назад через несправності. Деякий час перебував на ремонті. У квітні попрямував в Брест (Франція), де взяв участь в спільних навчаннях з ВМС Франції. У червні попрямував до Естонії, в грудні повернувся в порт приписки.
12 січня 2011 прибув на військово-морську базу Норфолк, штат Вірджинія. З лютого по червень входив до складу ударної групи авіаносця «Джордж Буш».
У період з 2 по 5 липня 2012 року разом з фрегатами «Альваро де Базаном» і «Мендес Нуньес», логістичним судном постачання «Кантабрія», підводним човном «Галерна» та літаком AV-8B 9-ї ескадрильї ВМС взяв участь у навчанні MAR-22 на атлантичному узбережжі Галісії.
У вересні 2013 року на кораблі почався запланований 14-місячний ремонт. 14 січня 2014 року приступив до ходових випробувань.
28 серпня 2014 року залишив порт приписки Ферроль і протягом чотирьох місяців входив до складу цільової групи SNMG-2 НАТО. У період з 8 по 10 вересня взяв участь в міжнародних навчаннях «Сі Бриз 2014», які були організовані НАТО і Україною. З 6 по 14 листопада брав участь у навчаннях «Mavi Balina» в східній частині Середземного моря.
З 2015 року він оснащений можливістю відстежувати та збивати балістичні ракети.
У жовтні 2016 року, в складі ударної групи SNMG-1 НАТО, брав участь в супроводі російської авіаносної групи на чолі з авіаносцем «Адмірал Кузнєцов» під час її проходження від Балтики до Середземного моря.
Вранці 28 січня 2017 прибув з візитом до Стамбула. 30 січня покинув Стамбул і попрямував в Чорне море. 31 січня пройшов транзитом протоку Босфор і увійшов до акваторії Чорного моря де взяв участь у міжнародних навчаннях «Sea Shield 17» («Морський щит 17»), яке проводилось з 1 по 10 лютого. З 3 по 5 лютого завітав в порт Констанца. 10 лютого прибув з візитом до болгарського порту Варна. З 13 лютого взяв участь у навчаннях PASSEX, які проходили під керівництвом ВМС Болгарії. 16 лютого прибув з триденним візитом в порт Самсун, Туреччина. 19 лютого покинув Чорне море.